# Liste des milliardaires du monde en 2004
Ceci est la liste des milliardaires du monde pour l'année 2004 telle que publiée par le magazine américain Forbes. Ce magazine recense les milliardaires de la planète à l'exception des têtes couronnées (sauf si leur fortune est placée dans le monde privé), et exprime leur fortune en milliards de dollars américains. 

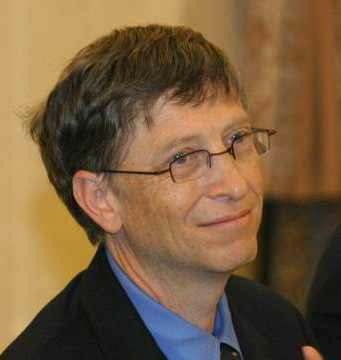
Bill Gates
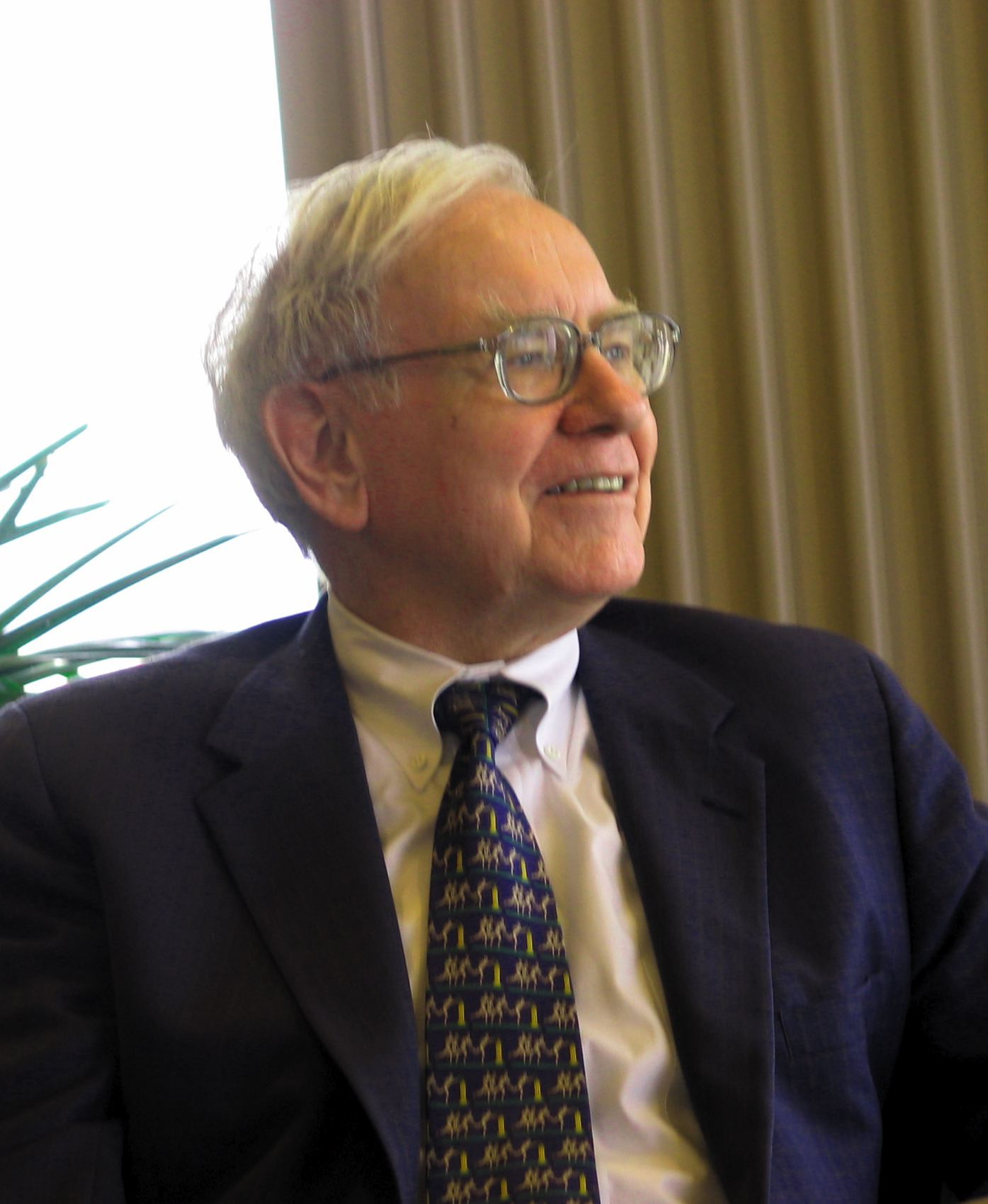
Warren Buffett
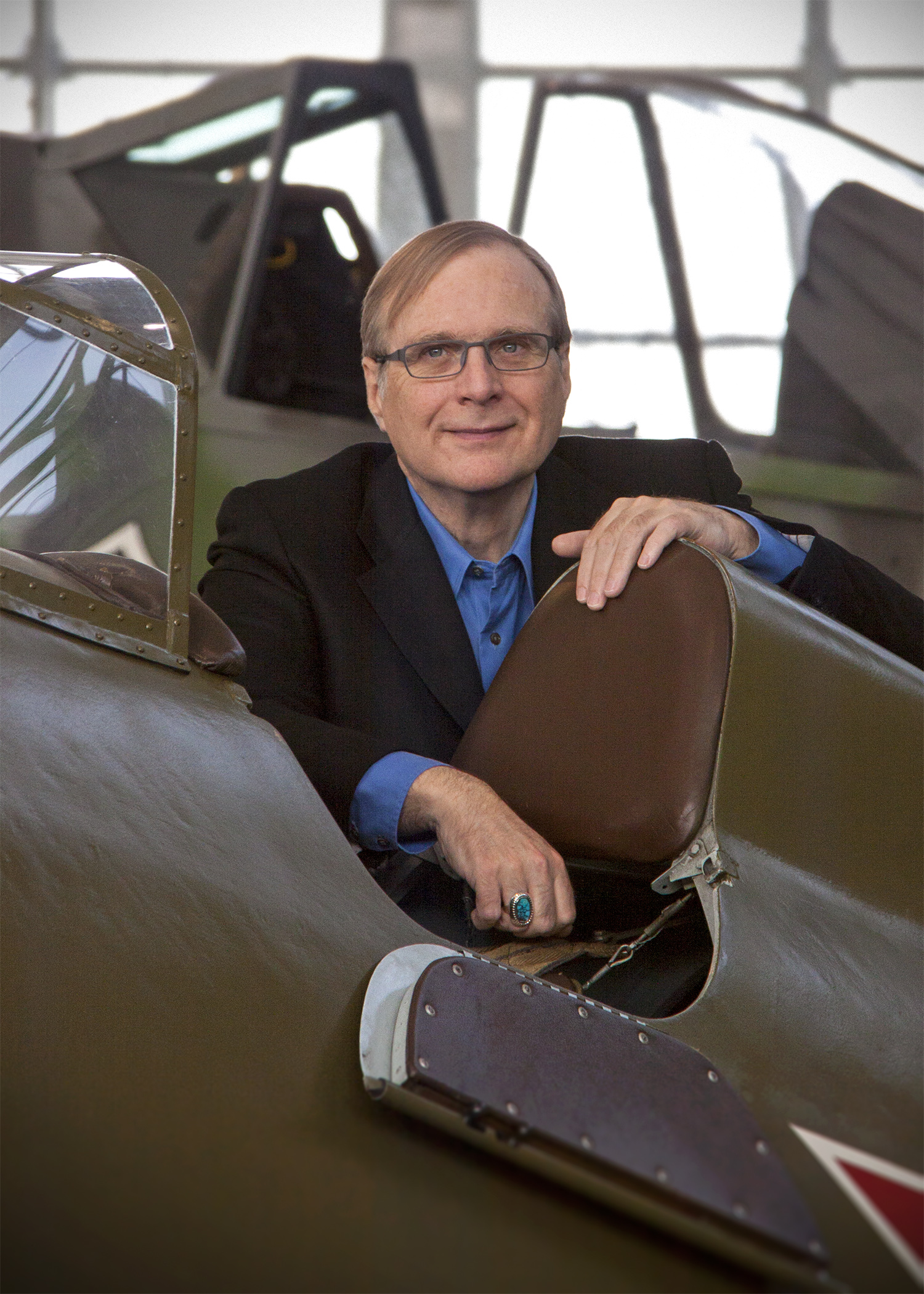
Paul Allen

| Rang | Nom                            | Âge | Fortune (Mrd USD) | Pays       | Lieu de résidence                      | Secteur d'activité | Fonction                                                  |
| ---- | ------------------------------ | --- | ----------------- | ---------- | -------------------------------------- | ------------------ | --------------------------------------------------------- |
| 1    | Bill Gates                     | 49  | 46.6              | États-Unis | États-Unis, Washington, Medina         | Informatique       | Cofondateur de Microsoft                                  |
| 2    | Warren Buffett                 | 73  | 42.9              | États-Unis | États-Unis, Nebraska, Omaha            | Télécommunications | Investisseur et homme d'affaires                          |
| 3    | Paul Allen                     | 51  | 21.0              | États-Unis | États-Unis, Washington, Seattle        | Informatique       | Cofondateur de Microsoft                                  |
| 4    | Alice Walton                   | 55  | 20.0              | États-Unis | États-Unis, Texas, Fort Worth          | Commerce           | Fille de Sam Walton, fondateur de la chaîne Wal-Mart      |
| 5    | Helen Walton                   | 84  | 20.0              | États-Unis | États-Unis, Arkansas, Bentonville      | Commerce           | Veuve de Sam Walton, fondateur de la chaîne Wal-Mart      |
| 6    | Jim Walton                     | 56  | 20.0              | États-Unis | États-Unis, Arkansas, Bentonville      | Commerce           | Fils de Sam Walton, fondateur de la chaîne Wal-Mart       |
| 7    | John Walton                    | 55  | 20.0              | États-Unis | États-Unis, Arkansas, Bentonville      | Commerce           | Fils de Sam Walton, fondateur de la chaîne Wal-Mart       |
| 8    | S. Robson Walton               | 60  | 20.0              | États-Unis | États-Unis, Arkansas, Bentonville      | Commerce           | Fils de Sam Walton, fondateur de la chaîne Wal-Mart       |
| 9    | Liliane Bettencourt            | 81  | 18.8              | France     | France, Neuilly-sur-Seine              | Cosmétiques        | Héritière, actionnaire de la marque L'Oréal               |
| 10   | Larry Ellison                  | 59  | 18.7              | États-Unis | États-Unis, Californie, Silicon Valley | Informatique       | Cofondateur de Oracle Corporation (Oracle)                |
| 11   | Ingvar Kamprad                 | 77  | 18.5              | Suède      | Suisse, Épalinges                      | Mobilier           | Fondateur d'IKEA                                          |
| 12   | Theo Albrecht                  | 82  | 18.1              | Allemagne  | Allemagne, Schleswig-Holstein, Föhr    | Commerce           | Cofondateur de la chaîne de supermarchés Aldi             |
| 13   | Kenneth Thomson et famille     | 80  | 17.2              | Canada     | Canada, Toronto                        | Multimédia         | Héritiers de la marque professionnelle d'édition Thomson. |
| 14   | Mikhaïl Khodorkovski           | 41  | 15.0              | Russie     | Russie, Moscou                         | Industrie          | Investisseur et homme d'affaires                          |
| 15   | Michael Dell                   | 39  | 13.0              | États-Unis | États-Unis, Texas, Austin              | Informatique       | Fondateur de la société informatique Dell                 |
| 16   | Steve Ballmer                  | 48  | 12.4              | États-Unis | États-Unis, Washington, Redmond        | Informatique       | Président de Microsoft depuis 2000                        |
| 17   | Li Ka-shing                    | 75  | 12.4              | Chine      | Chine, Hong Kong                       | Commerce           | Investisseur et homme d'affaires                          |
| 18   | Bernard Arnault                | 55  | 12.2              | France     | France, Paris                          | Luxe               | Fondateur du groupe LVMH (Louis Vuitton Moët Hennessy)    |
| 19   | Raymond Kwok, Thomas et Walter | 54  | 11.4              | Chine      | Chine, Hong Kong                       | Finance            | Différents postes dans la société Sun Hung Kai Properties |
| 20   | Barbara Cox Anthony            | 81  | 11.2              | États-Unis | États-Unis, Ohio                       | Presse             | Héritière de James M. Cox                                 |